# Мартовицкий, Корнилий Алексеевич
Корнилий Алексеевич Мартовицкий (18 мая 1842, Купянский уезд, Харьковская губ. — 2 апреля 1910, Таганрог) — крупный рыбопромышленник, неоднократно избиравшийся гласным (депутатом) городской думы и старостой Митрофаниевской церкви. 

## Биография
Корнилий Алексеевич Мартовицкий, будучи богатым и известным в Таганроге рыбопромышленником, совместно с Поликарпом Рочеговым и Александром Боудоном в районе Старой турецкой бухты организовали рыболовецкие артели. При Советской власти на базе этих артелей начал работать Таганрогский рыбоперерабатывающий завод.
В районе села Дмитриадовка, на землях Алфераки, Корнилий Мартовицкий взял в аренду часть побережья и выстроил рыбзавод. Завод имел большой прекрасный холодильник с несколькими камерами, казарму для сортировки рыбы, сушильни, просторную крытую площадку для защиты рабочих от летнего зноя, жилые помещения и другие необходимые строения. Кроме того имелся специально устроенный большой водоем, посредством насосов заполнявшийся фунтовыми, подпочвенными водами для хранения рыбы в свежем виде. В сезон у Мартовицкого ежедневно работали с неводами до 250 человек. 
Имел постоянный промысел на Каспийском море, где в 1902 году ему удалось выловить белугу весом 1024 кг. Свою продукцию Мартовицкий отсылал в Киев, Харьков и даже в Варшаву. 
Обладал мягким характером и пользовался большим влиянием среди таганрожцев. На свои средства построил школу при Митрофаниевской церкви.
Умер 2 апреля 1910 года в Таганроге. Похоронен на старом городском кладбище, на фамильном участке, расположенном у стены, отделяющей территорию кладбища от трамвайного парка.